# Ligue islamique mondiale
Pour les articles homonymes, voir WML.
La Ligue islamique mondiale (LIM) (arabe : رابطة العالم الإسلامي, Al Rabita al-alam el-islami ou Al Rabita ; anglais : Muslim World League ou MWL) est une ONG musulmane fondée en 1962 à La Mecque par le prince Fayçal d'Arabie saoudite, en opposition, à la Ligue arabe de Nasser. Elle a un statut d'observateur à l'Organisation des Nations unies (ONU).
Elle est membre de plusieurs organisations mondiales, dont les plus notables sont : l'Assemblée mondiale de la jeunesse musulmane ; le Conseil international d'assistance et de prédication islamique ; la Conférence islamique internationale ; l'Organisation de la coopération islamique. Elle bénéficie, par ailleurs, du statut consultatif auprès de l'Organisation des Nations unies pour l'éducation, la science et la culture (UNESCO). La LIM fut financée à l'origine par l''Aramco puis par la Faysal bank et la banque Al Baraka.
Intimement liée au régime saoudien, la LIM est basée à La Mecque, et son secrétaire général doit être saoudien.

## Objectifs

### À la création en 1962
Les objectifs de la Ligue islamique mondiale apparaissaient, à sa création, selon le site principal et le site de la mosquée de Genève : 

« propager l’islam, élucider les incertitudes concernant la religion, lutter contre les fausses allégations visant à détruire l’unité (oumma) des musulmans ou à jeter le doute dans leur esprit, convaincre [les musulmans] de la nécessité d’obéir à Dieu tout en les aidant à résoudre les problèmes rencontrés dans cette entreprise, entreprendre des projets en matière de propagande islamique, d’éducation et de culture. »

Selon un document remis à la presse à l’occasion de la rencontre en 2002 de son secrétaire général avec Nicolas Sarkozy, ministre de l’Intérieur : « bras religieux de l'islam dit “authentique”, la LIM s’efforce de faire connaître la charia et de répandre l'enseignement islamique à travers la construction d'écoles et d'instituts musulmans, avec appuis et apports. »

### Aujourd'hui

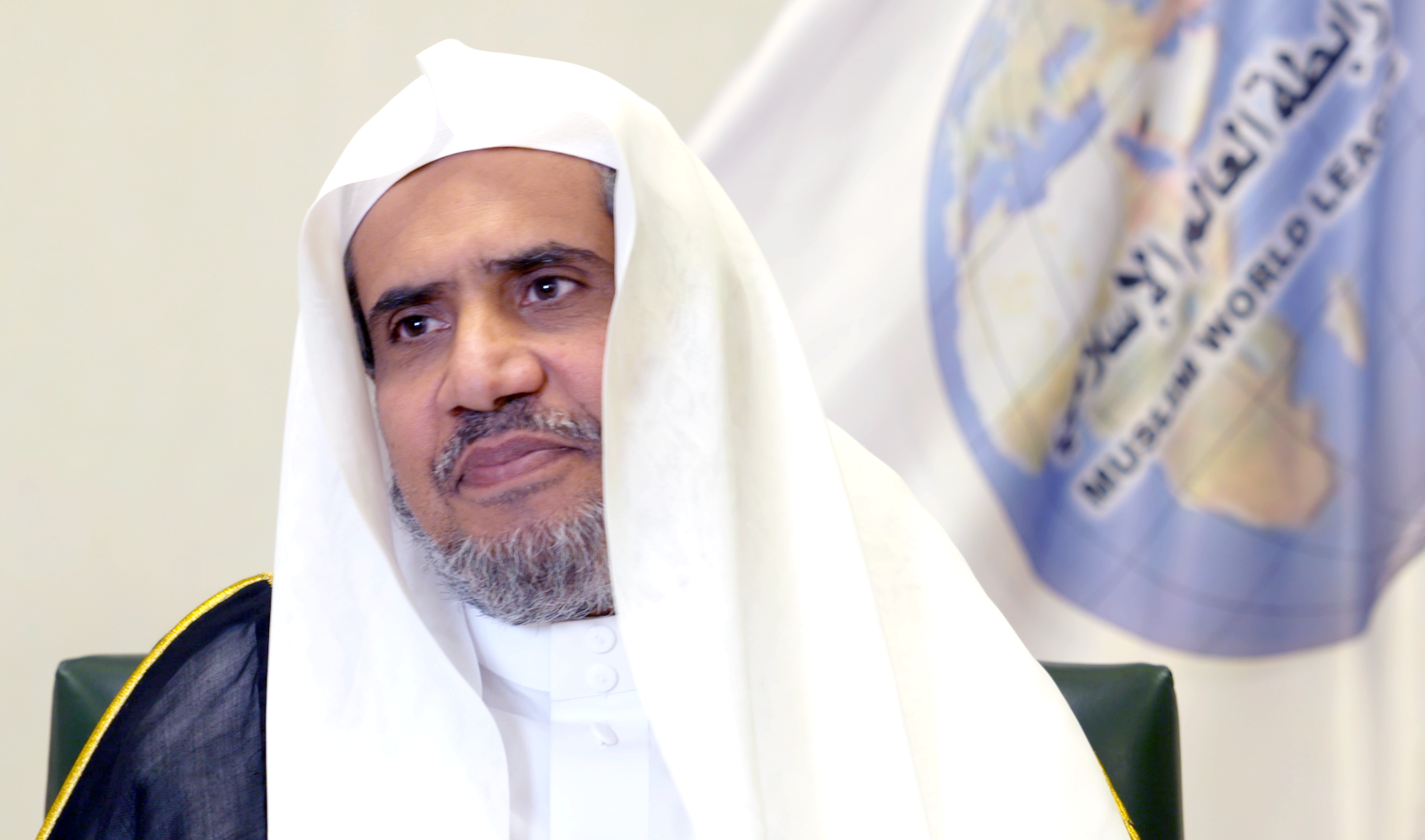
Mohammad Abdelkarim Al-Issa, secrétaire général de la Ligue islamique mondiale.

En août 2016 est élu un nouveau secrétaire général de la Ligue : Mohammad Abdelkarim Al-Issa. Ancien ministre saoudien de la Justice, c'est un proche du prince héritier Mohammed ben Salmane, qui s'était notamment illustré par la condamnation en 2014 du blogueur Raif Badawi à 1 000 coups de fouet et 10 ans de prison. Il a totalement redéfini les objectifs et les missions de la Ligue, pour en faire un organe de soft power religieux du régime.

Selon le site officiel de la Ligue  sa mission est de : 

« clarifier la véritable image de l'Islam, fournir de l’aide humanitaire, créer des ponts de dialogue et de coopération avec les autres religions, engager des initiatives d'ouverture vers les autres cultures et civilisations, contribuer à faire vivre le message de l'Islam, dans le sens qui est le sien : celui de l'équilibre et de la modération, combattre les mouvements qui prônent la violence, s'engagent dans le terrorisme, et pratiquent l'exclusion, pour construire un monde de paix, de justice, et de coexistence harmonieuse. »

En 2017, à l'occasion de sa rencontre avec le pape François, le secrétaire général rappelait à nouveau que la mission de l'organisation est « la sensibilisation et la dissémination du vrai message de l’islam dans le monde, qui est un message de paix, d’amour et de respect, et notamment le respect, par les musulmans, des lois et des institutions des pays et territoires où ils vivent. »
Lors d'une interview donnée au journal Le Monde, le 4 mai 2018, il précise qu'il s'agit également de « lutter contre les mouvances qui ont instrumentalisé l’islam et aussi contre l’islamophobie, qui a beaucoup servi à des mouvements terroristes comme Daech […] à recruter des adeptes. »
La LIM contribue financièrement à la création de mosquées et de lieux d'enseignement, à la condition qu'ils respectent les principes d'un Islam humaniste et modéré. Elle participe également aux aides humanitaires engagées par les organismes laïcs ou liés aux autres religions.

## Statut
La Ligue a statut d’observateur (catégorie A) à l’ONU et statut consultatif auprès de l’Ecosoc.
Elle est accréditée par l’UNICEF. Elle a statut d’observateur à toutes les conférences de l’Organisation de la conférence islamique.
Elle est membre fondateur de l’International Supreme Council for Dawah and Relief.
Elle est considérée par les gouvernements européens comme une organisation gouvernementale internationale.

## Prédication islamique

### Vision des années 1970
La prédication islamique et l’éclaircissement des doutes en matière doctrinale sont les deux premières missions citées dans la liste des objectifs de la Ligue.
James Woolsey, ancien directeur de la CIA, estime que les Saoudiens ont depuis le milieu des années 1970 dépensé près de 90 milliards de dollars pour exporter l’idéologie islamique dans le monde. Le royaume des Saoud tient particulièrement à ce que l’islam mondial conserve sa « pureté non entachée d’innovations ».

### Approche de la LIM aujourd'hui
Cette vision de la mission de la ligue, largement diffusée par les milieux conservateurs américains, a considérablement évolué, notamment grâce au « tour du monde » effectué par Mohammad Abdelkarim Al-Issa, destiné à clarifier, auprès de ses interlocuteurs, la nature et la mission de la LIM : non pas la diffusion d'une vision particulière de l'Islam, comme cela a pu l'être dans le passé, mais celle d'un Islam tolérant et éclairé. Ce « tour du monde » du secrétaire général était, aux yeux de celui-ci, indispensable pour ne pas laisser sans réponse des informations jugées inexactes sur l'organisation.
Fortement opposée aux tentations interventionnistes dans le domaine politique, aux idéologies intégristes, telles que celles proposées par les Frères musulmans, la LIM définit, sur son site internet, ses missions dans les termes suivants :

« Nous nous engageons à inviter tous les pays à se concurrencer dans le domaine du bien pour l’ensemble de l’humanité, pour parvenir à une justice sociale entre ses composantes et à œuvrer pour une meilleure société humaine.
Nous prenons Dieu à témoin que nous nous ne voulons ni corrompre, ni commander, ni contrôler ou dominer qui ou quoi que ce soit.
Nous nous engageons à faire tout notre possible pour unifier la parole des musulmans et éliminer les facteurs de divergence dans toutes les sociétés musulmanes à travers le monde.
À soutenir tout ce qui permet de répandre le bien.
À déclarer l’interdiction du populisme et du racisme dans l'Islam. »

La Ligue islamique mondiale déploie aujourd'hui ses efforts pour combattre la vision pan-islamiste, ainsi que les affirmations lui prêtant des liens avec les Frères musulmans, rappelant notamment que l'idéologie interventionniste de ceux-ci est totalement incompatible avec le principe absolu de neutralité de la Ligue.
Cette volonté a été matérialisée  par la signature de la Charte de La Mecque.

### Charte de La Mecque
Le 11 juin 2019, la Ligue islamique mondiale invitait pour la première fois à la Mecque l'ensemble des courants et variantes de l'Islam : Sunnites, Chiites, Druzes, etc. pour la conférence « La modération et la tempérance dans le Coran et la Sunna » à l'issue de laquelle 1 200 muftis et savants musulmans venus des 139 pays ont signé La Charte de La Mecque.
Cette charte définit les droits et les devoirs des musulmans, l'attitude à avoir à l'égard des non-musulmans, croyants ou non, et de la société en général. La Charte appuie systématiquement ses principes sur des commandements issus du Coran ou de la Sunna (tradition prophétique).
- Résumé de la Charte

1. Les hommes avec leurs différentes ethniques ont tous la même origine et sont tous égaux dans leur humanité.
2. Le rejet de toute forme de racisme religieux et ethnique, la dénonciation de toute forme d’arrogance basée sur une prétendue préférence octroyée.
3. Le respect de la différence entre les nations humaines dans leurs croyances, leurs cultures, leurs natures et leurs modes de pensée, conditions pour établir l’harmonie et la paix.
4. La divergence religieuse et culturelle dans les sociétés n’implique pas nécessairement le conflit, mais elle devrait plutôt inciter à coopérer, à établir des relations positives pour dialoguer, à se dépasser pour être au service de l'humanité ainsi que de son bonheur, à rechercher des dénominateurs communs fédérateurs, à s’investir dans la construction d'une citoyenneté globale, fondée sur les valeurs, la justice, les libertés légitimes, les échanges respectueux et la recherche du bien pour tous.
5. Le dialogue civilisé a pour vocation de s’efforcer de comprendre au mieux l'autre, d’approfondir les dénominateurs communs, de surmonter les obstacles à la coexistence, de surmonter les problèmes, car cela incite à reconnaître l'autre ainsi que son droit à exister, à reconnaître ses droits légitimes. En répandant la justice, réconcilier ceux qui sont divisés, passer outre aux querelles et aux animosités passées.
6. Les religions et les philosophies doivent être dissociées des erreurs de leurs adeptes, qui sont seuls responsables de leurs actes, les religions à l’origine appellent uniquement au culte du Créateur, à s’approcher de Lui en étant utile à ses créatures, en préservant leurs dignités, en améliorant au mieux le comportement dans la société de façon positive.
7. Mettre un terme à l’ère de la destruction de l’Homme et du monde. Il faut travailler pour le Bien de l’humanité, en faisant des alliances internationales pour passer outre au stade des théories et des slogans de façon à combler le trouble civilisationnel dont l’une des conséquences est le terrorisme.
8. L'adoption de législations dissuasives contre les promoteurs de la haine, les instigateurs de la violence, du terrorisme, ainsi que des affrontements entre les civilisations, en vue d’atténuer les causes des conflits religieux et ethniques.
9. La lutte contre le terrorisme et l’oppression, le rejet de l’exploitation des peuples, le respect des droits de l’homme pour tous, sans aucune discrimination car l’éthique juste refuse toute disparité, le refus de toute entrave à la justice.
10. La Nature dans laquelle nous évoluons est un don généreux du Créateur pour les hommes, Il a mis à notre disposition tout ce qui se trouve dans les cieux et la Terre pour en jouir et se développer. Le fait de porter préjudice aux ressources et de les gaspiller est une forme d’irresponsabilité, tout comme c’est un non- respect des droits des générations futures.
11. La thèse du conflit de civilisation, l'appel à l'affrontement, la peur de l’autre sont différentes expressions de l'isolement, de l'arrogance générée par un sentiment raciste, de la domination culturelle négative, du renfermement sur soi ; tout ceci est au mieux une erreur de méthodologie, un manquement intellectuel ou encore un sentiment de faiblesse en ce qui concerne la construction civilisationnelle.
12. Le phénomène « d’islamophobie » est en partie dû à la non connaissance de l’Islam, de son aspect civilisationnel unique ainsi que de ses nobles objectifs ; à ce titre il est nécessaire d’abord de se débarrasser de tous les préjugés pour pouvoir faire comprendre ses vrais principes et fondements, tout comme il ne faut pas s’accrocher à des positions insolites pour faire mentir la Charia en vue de justifier des idéologies déviantes.
13. L’intervention dans les affaires des États constitue une violation inacceptable, en particulier en ce qui concerne les méthodes d’hégémonie politique avec leurs ambitions économiques ou autres, la propagation de visions sectaires ou le fait d’imposer des fatwas dans des contextes différents à leur situation et à leurs coutumes particulières.
14. Appeler à suivre un plan de développement international efficient, lutter contre la corruption, commencer à véritablement sensibiliser les gens pour changer les modes de consommation qui freinent les programmes de développement, qui gaspillent les richesses et qui épuisent les ressources.
15. Toutes les institutions éducatives, d’enseignement avec tous leurs moyens à disposition se doivent de protéger la jeunesse, même chose pour toutes les plates-formes d’influence telles que les jours du sermon du Vendredi, les associations civiles … ; il s’agit de canaliser leur ferveur religieuse, de bien leur faire comprendre la valeur de la modération, de la tempérance, de bien les mettre en garde contre l’exagération en ce qui concerne les théories du complot, les conflits religieux, le fait de propager la frustration au sein de la communauté ou encore d’avoir des préjugés vis-à-vis des autres.
16. Œuvrer à équilibrer la vie commune entre toutes les composantes religieuses, ethniques et culturelles de la planète ; appeler les dirigeants du monde, les organisations internationales à ne pas faire de différence en ce qui concerne l’aide politique, économique ou humanitaire, tout comme ce qui a trait au secours, à la protection ou au développement, et ce pour quelque raison que ce soit, la religion, l’ethnie ou autre.
17. Une attaque contre un lieu de culte est un acte criminel qui nécessite de solides garanties législatives, politiques et sécuritaires, le tout en s'attaquant aux idées extrémistes qui les encouragent.
18. Promouvoir des programmes pour lutter contre la faim, la pauvreté, les maladies, le racisme, la dégradation de l’environnement, établir une coopération totale entre toutes les entités responsables dans des projets communs en vue d’améliorer les conditions de vie de l’Homme, de protéger sa dignité et ses droits.
19. Le respect des droits de la femme est absolu, et ne doit pas être marginalisé, en le minimisant ou en entravant ses chances, que ce soit dans les domaines religieux, scientifique, politique, social ou autre, sans discrimination aucune, y compris ce qui concerne l’égalité des salaires et des chances. Le fait d’empêcher que cette justice soit rendue est un préjudice contre les femmes en particulier et pour la société en général.
20. Les soins pour les enfants en matière de santé, d’éducation et d’enseignement ont une place prépondérante dans les responsabilités des États, des organismes publics et privés compétents, sans parler du rôle de la famille ; notamment dans l’élaboration de la réflexion, le fait d’élargir les horizons et d’améliorer les capacités, ainsi que les possibilités de créativité et de communication.
21. Les jeunes musulmans doivent être protégés contre les idées du choc des civilisations, contre l'extrémisme intellectuel avec sa dureté, sa violence ou son terrorisme. Il faut renforcer les compétences de communication des jeunes avec les autres de sorte qu’ils aient conscience des vastes horizons de l'Islam avec son éthique qui attire les cœurs, surtout en ce qui concerne les valeurs de tolérance, de coexistence pacifique et harmonieuse qui comprennent l'existence de l'autre, préservent sa dignité et ses droits, qui prennent en considération les systèmes qui régissent les pays dans lesquels ils résident, avec une coopération et des échanges bénéfiques. Les acteurs de cette charte soulignent l’importance de la création d’un forum mondial qui traite des affaires de la jeunesse en général et qui, dans ses programmes se basera sur la communication par le biais du dialogue constructif entre les jeunes, à l’intérieur et à l’extérieur du monde musulman, en adoptant de manière claire les aspirations des jeunes et leurs problèmes.
22. Les décisions, les initiatives et les programmes doivent dépasser le stade de la théorie et de la forme, de sorte qu’ils aient un impact positif et tangible qui reflète la crédibilité et la force du système, en particulier en ce qui concerne l’instauration de la paix et de la sécurité internationales, de plus il faut condamner les méthodes génocidaires, le nettoyage ethnique, le déplacement de population forcé, le trafic d'êtres humains.
23. Les affaires de la communauté musulmane ne doivent être traitées que par les savants réunis en groupe comme cela a été le cas pour cette conférence en ce qui concerne cette charte, et non par des individus qui ne représentent qu'eux-mêmes. Sachant que le travail religieux et humanitaire en commun pour l’intérêt de tous doit  être mené par tous sans racisme ou discrimination contre les adeptes de religion ou les diverses ethnies.

## Branches et affiliations
À la Ligue islamique mondiale sont rattachées l’Académie du droit musulman (al-Majma‘ al-fiqhî al-islâmî) et l’International Islamic Relief Organization (IIRO), ONG humanitaire.
La LIM et L’IIRO font partie du Saudi Joint Relief Committee avec Al Haramain (désormais persona non grata auprès des organisations internationales), le Croissant-Rouge saoudien et la WAMY (Assemblée mondiale des jeunes musulmans).
Dans chaque pays où la Ligue est présente est créé un bureau de l’organisation de la LIM (BOLIM, en arabe Rabitat), habilité à financer des projets de construction de mosquées et de centres islamiques, dont les centres saoudiens de Rome, Vienne, Madrid, Bruxelles, Londres, Sarajevo, Lyon et Genève.

### Pakistan
Comme pour le Congrès mondial musulman (Motamar al-Alam al-Islami) et pour l'Organisation de la conférence islamique (OIC), le Pakistan joue un rôle pivot pour la Ligue mondiale musulmane (Rabita al-Alam al-Islami), et il a mis à sa disposition des moyens humains pour soutenir les projets pan-islamistes créés ou promus par l’Arabie saoudite,,.

## Relations avec les autres religions
En 2017, Mohammad Abdelkarim Al-Issa a visité la cathédrale Notre-Dame de Paris ; il a prôné un « message de modération » et a souhaité resserrer les liens avec l'Église catholique. En septembre 2019, cette volonté se concrétisait par une rencontre au Vatican, avec le pape François.
Lors d'une conférence donnée à Rome le 19 septembre 2018, Mohammad Abdelkarim Al-Issa rappelle que « l'Islam est une religion de tolérance et de bienveillance. » Entretenir des relations étroites avec les autres religions est, dit-il, l'une des missions essentielles de la Ligue.
Lors de sa visite à la synagogue Park East de New York, il rappelle, conjointement avec le rabbin Arthur Schneier, que toutes les religions sont des victimes potentielles de l'extrémisme. Après l'attaque de la mosquée de Christchurch en Nouvelle-Zélande, de la synagogue de Pittsburgh aux États-Unis, et l'attaque contre trois églises au Sri-Lanka, il est temps, ont-ils affirmé, que les responsables de toutes les religions s'associent pour protéger les lieux de cultes et les lieux saints et luttent ensemble contre le terrorisme.
Le 30 avril 2019, Mohammad Al-Issa signait à New York, avec le président de l'American Jewish Committee, David Harris, un Mémorandum d'amitié et de coopération, aux termes duquel les deux hommes se rendraient ensemble à Auschwitz en janvier 2020 pour la célébration de la libération des camps nazis.
En juillet 2019, le secrétaire général de la LIM rencontrait le patriarche de l'Église orthodoxe de Moscou Cyrille Ier.
La signature d'un acte similaire à celui de New York a lieu en France à l'occasion de la Conférence internationale de Paris pour la paix et la solidarité qui s'est tenue à Paris le 17 septembre 2019, et à laquelle était associée la Fondation de l'islam de France. Toutefois, l'organisation de cette conférence a fait débat.

## Relations avec la citoyenneté
Un des principes fondamentaux prôné aujourd'hui par la Ligue islamique mondiale a été défini par son secrétaire général lors de la signature de la Charte de la Mecque, et rappelé à chacune de ses visites à l'étranger : 

« Tout musulman a le devoir de respecter les lois et la constitution du pays où il se trouve. »

Lors de son allocution à la synagogue Park East de New York, en avril 2019, et lors d'une interview donnée en août 2019 à l'occasion de la Conférence de Paris, Mohammad Abdelkarim Al-Issa a précisé que la lutte contre toute forme d'extrémisme et contre l'utilisation de la violence fait également partie des missions prioritaires de la LIM.

## Présence dans les zones francophones

### Belgique
En 1968, le gouvernement belge offre le « pavillon oriental » du parc du Cinquantenaire à Bruxelles au roi Fayçal. Lorsque l'État belge reconnaît l’islam en 1974, le pavillon est converti en un centre culturel islamique sous le contrôle direct de la Ligue islamique mondiale.
En mai 1978, le roi Khaled se rend en Belgique pour, entre autres, promouvoir l’importance du centre qui obtient cette même année par le biais du Pacte scolaire des subventions lui permettant de rémunérer six cents enseignants religieux dans le primaire et le secondaire.
En 1989 est inauguré un institut de formation d’imams, dont le directeur est habilité par le ministère belge de l’Éducation nationale à désigner les enseignants des cours de religion islamique et d’arabe dans les écoles publiques.

### Suisse
Dans les années 1970, le besoin se fait sentir pour les Saoudiens de plus en plus présents sur les bords du Léman d’avoir un lieu de culte qui leur convienne réellement. La seule institution musulmane notable, soutenue financièrement par la LIM, est alors le centre islamique de Genève du Suisse Saïd Ramadan.
En 1978 est inaugurée la mosquée de Genève (par le roi Khaled et le président de la Confédération suisse) et l’Association culturelle islamique de Genève (par le prince Fahd), toutes deux financées par la LIM.

### France
Le BOLIM de France, tout d’abord dirigé par Daniel-Youssof Leclercq, puis par le Saoudien Abdulaziz Sarhan, est installé dans les locaux attenants à la mosquée Ibn Abdelaziz de Mantes-la-Jolie. Construite en 1981 grâce à des dons libyens, elle se rapproche officiellement des Saoudiens en 1997 lorsque le prince Abdelaziz vient inaugurer le centre culturel islamique attenant. Le 30 septembre 2000, la Ligue islamique mondiale rachète l'ensemble pour une somme symbolique et y prend ses quartiers.
La mosquée d'Évry a été construite grâce à une collaboration entre la LIM (environ 9 millions d’euros) et la Fondation Hassan II (décoration intérieure). La LIM payait (2002) les taxes. En 2002 un conflit, toujours non résolu en 2007, s’est élevé entre la Fondation Hassan II et la LIM pour le contrôle de la mosquée.
La grande mosquée de Lyon, inaugurée en 1994, a été financée par un don personnel du roi Fahd (environ 4 millions d'euros) et la Ligue islamique mondiale.
La Ligue est généralement considérée comme l’un des principaux bailleurs de fonds pour les mosquées, écoles et centres culturels.
En 2002, son représentant à Paris déclarait avoir reçu en deux ans plus de 30 demandes de financement de mosquées ou d'écoles coraniques émanant de toute la France. Néanmoins, certains considèrent qu’elle n’exerce pas sur ces établissements une influence idéologique aussi importante que ses investissements financiers le laisseraient supposer, du fait de la résistance des autres participants au projet, comme le montre l’exemple de la mosquée d’Évry.
Aujourd'hui, le bureau français de la Ligue est installé rue Cler, à Paris, et dirigé par Amjed Hussein Bedewi, ancien ambassadeur d'Arabie saoudite au Cameroun.
La Ligue s’associe en général aux plaintes déposées par les organisations musulmanes pour atteinte à l'islam, comme lors des procès contre Michel Houellebecq (2002) et Charlie Hebdo (affaire des caricatures de Mahomet, 2007).

## Perception de la LIM et critiques
Bien qu’elle a toujours affirmé être indépendante de l’État saoudien, selon une audition de la commission judiciaire du Sénat des États-Unis, la LIM est contrôlée étroitement par le gouvernement saoudien, décrite par Le Canard enchaîné comme « le bras religieux du régime ». Son action est en ligne avec la politique du gouvernement en matière religieuse et humanitaire.
Par ailleurs, le contenu arabophone du site de la MWL semble indiquer que l’Europe occupe une place de plus en plus importante dans les efforts prosélytes de l’organisation. Avant la création en 1978 de la mosquée de Genève, premier établissement européen officiellement fondé par la LIM, cette dernière aurait soutenu financièrement d’autres groupes d’esprit pan-islamiste, comme le Centre islamique de Genève fondé et dirigé par Saïd Ramadan, Frère musulman. L’engagement saoudien direct aurait débuté avec le règne du roi Khaled.
Selon la presse française, beaucoup d’argent est offert pour la construction de mosquées ou de centres d’activités avec l’espoir que les assistés embrassent l'islam.
Selon Michel Renard, converti et ancien directeur de la revue Islam de France, la Ligue islamique mondiale « est persuadée que, dans cent ans, elle aura converti une grande partie de la population française. »

En septembre 2019, à l'occasion de la « conférence pour la paix et la solidarité réunissant divers représentants religieux, politiques, académiques », des critiques s'élèvent. Ainsi, l'anthropologue Florence Bergeaud-Blackler, dans une tribune du Monde, considère que : 

« cet organisme basé à La Mecque (Arabie saoudite) et peu connu des Français [est] un organe sous influence saoudienne de prédication du salafisme wahhabite, version agressive de l’islam dont l’objectif est la da’wa, cette “invitation” à faire adhérer le monde à sa version fondamentaliste de l’islam. Il le fait à bas bruit, distribuant méthodiquement depuis quarante ans ses pétrodollars sur tous les continents aussi bien dans les quartiers pauvres de Dakar que dans le Quartier latin à Paris, partout où il peut installer ses centres et bureaux affiliés. »

Au Canada, la Ligue a été à l’origine de la tentative de légalisation de tribunaux islamiques.